# 張宗孟
張宗孟（？年—？年），字泗源，山西定襄縣人，天啓甲子舉人，崇禎戊辰進士，二年任商丘知縣，任西安府鄠縣知縣，陞刑部主事，題陞潼關道僉事。